# Ferdinand Esslair

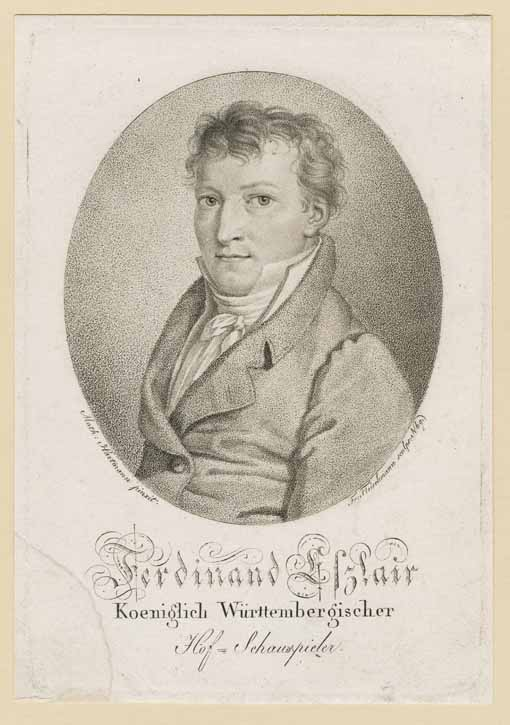
Ferdinand Esslair.

Johann Baptist Ferdinand Esslair, född 2 februari 1772, död 10 november 1840 i Innsbruck, var en österrikisk skådespelare.
Esslair debuterade 1795 och var anställd bland annat i Prag, Nürnberg, Mannheim, Karlsruhe och Stuttgart, samt från 1820 vid hovteatern i München. Esslair var en typisk inspirationsskådespelare med granna yttre medel. Bland hans roller märks Nathan den vise, Odoardo i Emilia Galotti, Wallenstein och Karl Moor i Rövarbandet.